# Ngardmau
Ngardmau is een van de zestien staten van Palau en telt 166 inwoners (2005) verspreid over 46 huishoudens. De staat ligt in het noorden van het hoofdeiland Babeldaob en grenst kloksgewijs aan de Filipijnenzee en de staten Ngaraard, Ngiwal en Ngeremlengui. De hoofdplaats van Ngardmau is Urdmang.
De staatsvogel van Ngardmau is de fregatvogel, de staatsbloem zijn de planten van het geslacht Fagraea uit de gentiaanfamilie. Het motto van de staat luidt "Working for Unity".

## Geografie
Ngardmau is grotendeels begroeid met oud regenwoud en telt drie gehuchten, Ngerutoi, Ngetbon] en Urdmang, die alle in het noorden van de staat liggen en in de loop der tijden met elkaar zijn vergroeid — gezamenlijk worden ze bijwijlen kortweg Ngardmau genoemd. Door de nederzetting stroomt de Ngertebechel, aan de kust ervan liggen mangroven.
Het hoogste punt van Palau, de Mount Ngerchelchuus (242 m), ligt in het zuiden van de staat, bij de grens met Ngeremlengui. Aan de voet van de berg ligt een van de oudste bosgebieden van Palau, waarin veel inheemse vogelsoorten leven. In het oosten van de staat liggen de Taki Falls, de grootste watervallen van het land en de belangrijkste toeristische attractie in Ngardmau. Het water van de Ngardmaurivier stort er meer dan twintig meter naar beneden.

## Politiek
Naast de staatsassemblee zijn in Ngardmau ook nog een aantal traditionele ambten in zwang, zoals die van dorps- en andere chefs. De gouverneur van Ngardmau is Akiko Sugiyama, die samen met Victoria Ngiratkakl Kanai van Airai de eerste vrouwelijke gouverneur in de Palause geschiedenis was.

## Economie
In Ngardmau zijn een tiental kleine handelszaken gevestigd. De staat beschikt over een lange aanlegkade in de oceaan, Ngardmau Dock.

## Toerisme en bezienswaardigheden
Ngardmau heeft een tweetal accommodatiemogelijkheden, waaronder het huren van een bungalow boven de Taki Falls. Klassieke hotels zijn er niet.
- Overblijfselen van een vooroorlogse bauxietmijn van de Japanners
- De Mount Ngerchelchuus (242 m)
- De Taki Falls zijn te bereiken via een pad dat een oud mijnspoor door het regenwoud volgt.